# Naprawa (technika)
Naprawa – zespół czynności mających na celu przywrócenie stanu zdatności użytkowej obiektu bez wprowadzania zmian w konstrukcji lub parametrów technicznych.